# Stade Paolo-Mazza
 (mars 2025).
Si vous disposez d'ouvrages ou d'articles de référence ou si vous connaissez des sites web de qualité traitant du thème abordé ici, merci de compléter l'article en donnant les références utiles à sa vérifiabilité et en les liant à la section « Notes et références ».
Le stade Paolo-Mazza est un stade de football situé à Ferrare, en Italie. Construit en 1928, il accueille les rencontres à domicile du SPAL 2013. 

## Histoire
C'est un stade qui a pu contenir jusqu'à 25 000 spectateurs, à la suite de son agrandissement en 1951.
Sa capacité est aujourd'hui de 16 134.